# Всесвітній день цивільної оборони
Всесвітній день цивільної оборони англ. World Civil Defence Day був оголошений за рішенням Генеральної Асамблеї Міжнародної організації цивільної оборони (англ. International Civil Defence Organisation) у 1990 році. Він відзначається щорічно 1 березня.
У цей день, 1 березня 1972 року Міжнародна організація цивільної оборони отримала статус міжурядової організації та набрав чинності її статут, який схвалили 18 держав.

## Цілі Всесвітнього дня цивільної оборони
Всесвітній день цивільної оборони має дві основні цілі:
- забезпечення доведення до відома світу громадськості життєвої важливості цивільної оборони та підвищення рівня поінформованості про готовність до запобігання нещасних випадків або стихійних лих та заходів, що вживаються в разі цих інцидентів;
- відзначення зусиль та досягнень національних служб, відповідальних за боротьбу з лихами, вшанування пам'яті жертв.

Генеральний секретар Міжнародної організації цивільної оборони у своєму посланні до Всесвітнього дня цивільної оборони 2018 зазначав, що «Мета проведення Всесвітнього дня цивільної оборони полягає у поширенні громадської обізнаності щодо цивільної оборони, цивільного захисту та управління надзвичайними ситуаціями, з метою кращого підготовки цивільного населення до захисту в разі надзвичайних ситуацій та зменшення ризику стихійного лиха».
Всесвітні дні цивільної оборони є приводом для проведення різноманітних національних заходів: колоквіумів, конференцій, дебатів на радіо та телебаченні, присвячених запобіганню стихійних лих та проведенню навчань. Вони також дають можливість оцінити розвиток структур цивільного захисту та наявних в них технічних засобів та обладнання.

## Теми Всесвітніх днів цивільної оборони
Щороку урочистості присвячуються різній темі. Теми Всесвітніх днів цивільної оборони були такими:
| Рік  | Тема українською                                                                                     | Тема англійською                                                                   |
| ---- | --- | ---------------------------------------------------------------------------------- |
| 2002 | Основні елементи цивільної оборони                                                                   | Basic elements of Civil Defence                                                    |
| 2003 | Цивільна оборона — інструмент міжнародної солідарності в умовах катастроф                            | Civil Defence, a tool of international solidarity in the face of disasters         |
| 2004 | Цивільна оборона та безпека на дорогах                                                               | Civil Defence and road safety                                                      |
| 2005 | Цивільна оборона та охорона довкілля                                                                 | Civil Defence and the protection of the environment                                |
| 2006 | Цивільна оборона у школі                                                                             | Civil Defence at school                                                            |
| 2007 | Цивільна оборона та безпека на робочому місці                                                        | Civil Defence and safety in the workplace                                          |
| 2008 | Цивільна оборона та основні методи першої допомоги                                                   | Civil defence and the basic first aid techniques                                   |
| 2009 | Цивільна оборона: превентивна інформація та методи комунікацій                                       | Civil Defence: preventive information and techniques of communication              |
| 2010 | Медицина катастроф                                                                                   | Disaster Medicine                                                                  |
| 2011 | Роль жінок у цивільній обороні                                                                       | Women's role in civil defence                                                      |
| 2012 | Цивільна оборона та внутрішні аварії                                                                 | Civil Defence and domestic accidents                                               |
| 2013 | Цивільна оборона та підготовка громадянського суспільства до ризиків надзвичайних ситуацій           | Civil Defence and preparation of civil societies for disaster risk prevention      |
| 2014 | Цивільна оборона та культура профілактики для більш безпечного суспільства                           | Civil Defence and culture of prevention for a safer society                        |
| 2015 | Цивільна оборона, зменшення небезпеки лих та сталий розвиток                                         | Civil defence, disaster reduction and sustainable development                      |
| 2016 | Цивільна оборона та нові інформаційні технології                                                     | Civil Defence and the new information technologies                                 |
| 2017 | Разом із цивільною обороною проти катастроф                                                          | Together with civil defence against disasters                                      |
| 2018 | Цивільна оборона та національні інституції для більш ефективного управління надзвичайними ситуаціями | Civil defence and the national institutions for more efficient disaster management |

## Міжнародна організація цивільної оборони
В 1931 році з ініціативи декількох держав французький генерал медичної служби Жорж Сен-Поль заснував у Парижі «Асоціацію Женевських зон» — «зон безпеки» для створення шляхом двосторонніх і багатосторонніх угод локальних зон безпеки в усіх країнах, яка потім була перетворена на Міжнародну організацію цивільної оборони (МОЦО). В 1972 році МОЦО отримала статус міжурядової організації. Зараз в МОЦО входять 50 країн, ще вісім держав мають статус спостерігача. Участь України в МОЦО як спостерігача оформлена згідно з дорученням Прем'єр-міністра України від 25.07.1998 р.
Серед напрямків діяльності МОЦО слід виділити такі: підготовка національних кадрів в галузі управління в період надзвичайних ситуацій; надання технічної допомоги державам у створенні і покращенні систем попередження НС і захисту населення; пропаганда досвіду і знань з ЦО і питанням управління в період НС. Підготовка спеціалістів проводиться в Навчальному центрі в Швейцарії.
Розповсюдження світового досвіду з ЦО здійснюється через центр документації МОЦО та журнал «Цивільна оборона», що видається чотирма мовами.